# Inheiden
Inheiden ist ein Stadtteil der Stadt Hungen im mittelhessischen Landkreis Gießen.

## Geografische Lage
Inheiden liegt südlich direkt an Hungen. Durch den Ort führt die Bundesstraße 489 und die Kurze Hessen, die Frankfurt am Main mit Eisenach verbindet. Am Ortsrand liegen mehrere Seen. Einer davon ist der Trais-Horloffer See, der im Volksmund auch Inheidener See genannt wird. Er gilt als der größte See Oberhessens.

## Ortsgeschichte

### Mittelalter
Besiedelt wurde die Gegend um das heutige Inheiden bereits zu römischer Zeit. Darauf weist der zwischen Hungen und Inheiden verlaufende Limes hin. Als „Kastell Inheiden“ wird ein ehemaliger römischer Kastellplatz an der nördlichen Wetteraustrecke des Obergermanisch-Rätischen Limes bezeichnet, der im Jahre 2005 den Status des UNESCO-Weltkulturerbes erlangte. Das Bodendenkmal befindet sich östlich von Inheiden, einem Stadtteil von Hungen.
Erstmals urkundlich erwähnt wurde der Ort im Jahre 1141: „predium in Inheiden“ (Besitz in Inheiden). Ebenfalls wird zwischen 1145 und 1153 Deutschordensbesitz „predia in Gineheiden et Ouerenhouen“ (Besitz in Inheiden und Obbornhofen) angeführt.
1290 „in villa Inheyden“
Im Jahr 1294 werden in einer Urkunde des Klosters Arnsburg „Happele de Steynheim, Ludwicus de Inheiden“ (Happel von Steinheim, Ludwig von Inheiden) genannt.
1302 wird „Ludovicus de Ineheide“ und 1312 als „Ludovicus de Heneheydin“ erwähnt.
„Zu Enheiden“ heißt es 1420 in einer Urkunde. In der Ortsnamenforschung wird Inheiden als „Siedlung im Ödland“ gedeutet.

### Neuzeit
1912 wurde durch die Regierung Oberhessens ein Wasserwerk gebaut, welches Teile der Stadt Frankfurt und auch andere Orte mit Trinkwasser versorgt. Weil die Gemeinde für den Bau der Wasserversorgung Grundstücke verkaufte, erhielt sie ein „Wasserprivileg“, welches ihr für alle Zeiten eine kostenlose Wasserversorgung sicherte. Diese begrenzt sich auf 120 Liter pro Kopf und Tag.
Im Zuge der Gebietsreform in Hessen wurde am 1. Januar 1977 kraft Landesgesetz die bis dahin selbstständige Gemeinde Inheiden in die Kleinstadt Hungen eingegliedert. Für Inheiden wie für alle Stadtteile wurde ein Ortsbezirk eingerichtet.

### Verwaltungsgeschichte im Überblick
Die folgende Liste zeigt die Staaten und Verwaltungseinheiten, denen Inheiden angehört(e):
- vor 1806: Heiliges Römisches Reich, Grafschaft Solms-Laubach (Anteil an der Herrschaft Münzenberg), Amt Utphe
- ab 1806: Großherzogtum Hessen,[Anm. 2] Fürstentum Ober-Hessen, Amt Utphe (der Grafschaft Solms-Laubach)[15]
- ab 1815: Großherzogtum Hessen, Provinz Oberhessen, Amt Utphe[16] (der Grafschaft Solms-Laubach)
- ab 1820: Großherzogtum Hessen, Provinz Oberhessen, Amt Utphe[Anm. 3]
- ab 1822: Großherzogtum Hessen, Provinz Oberhessen, Landratsbezirk Hungen[17][Anm. 4]
- ab 1841: Großherzogtum Hessen, Provinz Oberhessen, Kreis Hungen
- ab 1848: Großherzogtum Hessen, Regierungsbezirk Friedberg
- ab 1852: Großherzogtum Hessen, Provinz Oberhessen, Kreis Grünberg
- ab 1867: Norddeutscher Bund,[Anm. 5] Großherzogtum Hessen, Provinz Oberhessen, Kreis Grünberg
- ab 1871: Deutsches Reich, Großherzogtum Hessen, Provinz Oberhessen, Kreis Grünberg
- ab 1874: Deutsches Reich, Großherzogtum Hessen, Provinz Oberhessen, Kreis Gießen
- ab 1918: Deutsches Reich (Weimarer Republik), Volksstaat Hessen, Provinz Oberhessen, Kreis Gießen
- ab 1938: Deutsches Reich, Volksstaat Hessen, Landkreis Gießen[18][Anm. 6]
- ab 1945: Amerikanische Besatzungszone,[Anm. 7] Groß-Hessen, Regierungsbezirk Darmstadt, Landkreis Gießen
- ab 1946: Amerikanische Besatzungszone, Hessen, Regierungsbezirk Darmstadt, Landkreis Gießen
- ab 1949: Bundesrepublik Deutschland, Hessen, Regierungsbezirk Darmstadt, Landkreis Gießen
- ab 1977: Bundesrepublik Deutschland, Hessen, Regierungsbezirk Darmstadt, Lahn-Dill-Kreis, Stadt Hungen[Anm. 8]
- ab 1979: Bundesrepublik Deutschland, Hessen, Regierungsbezirk Darmstadt, Landkreis Gießen, Stadt Hungen
- ab 1981: Bundesrepublik Deutschland, Hessen, Regierungsbezirk Gießen, Landkreis Gießen, Stadt Hungen

### Gerichte seit 1803
In der Landgrafschaft Hessen-Darmstadt wurde mit Ausführungsverordnung vom 9. Dezember 1803 das Gerichtswesen neu organisiert. Für das Fürstentum Oberhessen (ab 1815 Provinz Oberhessen) wurde das „Hofgericht Gießen“ eingerichtet. Es war für normale bürgerliche Streitsachen Gericht der zweiten Instanz, für standesherrliche Familienrechtssachen und Kriminalfälle die erste Instanz. Übergeordnet war das Oberappellationsgericht Darmstadt. Die Rechtsprechung der ersten Instanz wurde durch die Ämter bzw. Standesherren vorgenommen und somit war für Inheiden ab 1806 das „Patrimonialgericht der Grafen Solms-Laubach“ in Utphe zuständig. Nach der Gründung des Großherzogtums Hessen 1806 wurden die Aufgaben der ersten Instanz 1821–1822 im Rahmen der Trennung von Rechtsprechung und Verwaltung auf die neu geschaffenen Land- bzw. Stadtgerichte übertragen. Ab 1822 ließen die Grafen Solms-Laubach ihre Rechte am Gericht durch das Großherzogtum Hessen in ihrem Namen ausüben. „Landgericht Laubach“ war daher die Bezeichnung für das erstinstanzliche Gericht, das für Inheiden zuständig war. Auch auf sein Recht auf die zweite Instanz, die durch die Justizkanzlei in Hungen ausgeübt wurde, verzichtete Graf Karl 1823. Erst infolge der Märzrevolution 1848 wurden mit dem „Gesetz über die Verhältnisse der Standesherren und adeligen Gerichtsherren“ vom 15. April 1848 die standesherrlichen Sonderrechte endgültig aufgehoben. Mit dem 1. November 1848 wurde Inheiden an das Landgericht Hungen abgegeben.
Anlässlich der Einführung des Gerichtsverfassungsgesetzes mit Wirkung vom 1. Oktober 1879, infolge derer die bisherigen großherzoglichen Landgerichte durch Amtsgerichte an gleicher Stelle ersetzt wurden, während die neu geschaffenen Landgerichte nun als Obergerichte fungierten, kam es zur Umbenennung in „Amtsgericht Hungen“ und Zuteilung zum Bezirk des Landgerichts Gießen.
Am 1. Juni 1934 wurde das Amtsgericht Hungen aufgelöst und Utphe dem Amtsgericht Lich zugeteilt. Am 1. Juni 1934 wurde das Amtsgericht Lich aufgelöst und Inheiden dem Amtsgericht Gießen zugeteilt.

## Bevölkerung

### Einwohnerstruktur 2011
Nach den Erhebungen des Zensus 2011 lebten am Stichtag dem 9. Mai 2011 in Inheiden 1128 Einwohner. Darunter waren 15 (1,3 %) Ausländer. Nach dem Lebensalter waren 189 Einwohner unter 18 Jahren, 489 zwischen 18 und 49, 222 zwischen 50 und 64 und 225 Einwohner waren älter. Die Einwohner lebten in 480 Haushalten. Davon waren 126 Singlehaushalte, 150 Paare ohne Kinder und 156 Paare mit Kindern, sowie 36 Alleinerziehende und 9 Wohngemeinschaften. In 93 Haushalten lebten ausschließlich Senioren und in 321 Haushaltungen lebten keine Senioren.

### Einwohnerentwicklung
| • 1631: | 46 Untertanen |

| Inheiden: Einwohnerzahlen von 1830 bis 2020 | Inheiden: Einwohnerzahlen von 1830 bis 2020 | Inheiden: Einwohnerzahlen von 1830 bis 2020 | Inheiden: Einwohnerzahlen von 1830 bis 2020 | Inheiden: Einwohnerzahlen von 1830 bis 2020 |
| --- | ------------------------------------------- | ------------------------------------------- | ------------------------------------------- | ------------------------------------------- |
| Jahr |                                             |                                             |                                             | Einwohner                                   |
| 1830 | 1830                                        |                                             | 358                                         | 358                                         |
| 1834 | 1834                                        |                                             | 361                                         | 361                                         |
| 1840 | 1840                                        |                                             | 366                                         | 366                                         |
| 1846 | 1846                                        |                                             | 397                                         | 397                                         |
| 1852 | 1852                                        |                                             | 388                                         | 388                                         |
| 1858 | 1858                                        |                                             | 322                                         | 322                                         |
| 1864 | 1864                                        |                                             | 326                                         | 326                                         |
| 1871 | 1871                                        |                                             | 335                                         | 335                                         |
| 1875 | 1875                                        |                                             | 350                                         | 350                                         |
| 1885 | 1885                                        |                                             | 357                                         | 357                                         |
| 1895 | 1895                                        |                                             | 388                                         | 388                                         |
| 1905 | 1905                                        |                                             | 389                                         | 389                                         |
| 1910 | 1910                                        |                                             | 425                                         | 425                                         |
| 1925 | 1925                                        |                                             | 482                                         | 482                                         |
| 1939 | 1939                                        |                                             | 636                                         | 636                                         |
| 1946 | 1946                                        |                                             | 838                                         | 838                                         |
| 1950 | 1950                                        |                                             | 834                                         | 834                                         |
| 1956 | 1956                                        |                                             | 792                                         | 792                                         |
| 1961 | 1961                                        |                                             | 796                                         | 796                                         |
| 1967 | 1967                                        |                                             | 896                                         | 896                                         |
| 1971 | 1971                                        |                                             | 966                                         | 966                                         |
| 1987 | 1987                                        |                                             | 948                                         | 948                                         |
| 1991 | 1991                                        |                                             | 1.138                                       | 1.138                                       |
| 2000 | 2000                                        |                                             | 1.148                                       | 1.148                                       |
| 2005 | 2005                                        |                                             | 1.205                                       | 1.205                                       |
| 2011 | 2011                                        |                                             | 1.128                                       | 1.128                                       |
| 2015 | 2015                                        |                                             | 1.104                                       | 1.104                                       |
| 2020 | 2020                                        |                                             | 1.184                                       | 1.184                                       |
| Datenquelle: Historisches Gemeindeverzeichnis für Hessen: Die Bevölkerung der Gemeinden 1834 bis 1967. Wiesbaden: Hessisches Statistisches Landesamt, 1968. Weitere Quellen: ; nach 1970 Stadt Hungen; Zensus 2011 |                                             |                                             |                                             |                                             |

### Historische Religionszugehörigkeit
| • 1830: | 345 evangelische und 13 jüdische Einwohner  |
| • 1961: | 556 evangelische, 100 katholische Einwohner |

### Historische Erwerbstätigkeit
| • 1961: | Erwerbspersonen: 99 Land- und Forstwirtschaft, 202 Prod. Gewerbe, 52 Handel, Verkehr und Nachrichtenübermittlung, 31 Dienstleistung und Sonstiges |

## Politik
Für den Stadtteil Inheiden besteht ein Ortsbezirk (Gebiete der ehemaligen Gemeinde Inheiden) mit Ortsbeirat und Ortsvorsteher nach der Hessischen Gemeindeordnung.
Der Ortsbeirat besteht aus sieben Mitgliedern. Bei den Kommunalwahlen in Hessen 2021 betrug die Wahlbeteiligung zum Ortsbeirat 59,98 %. Dabei wurden gewählt: Je ein Mitglied der CDU, der SPD, des Bündnis 90/Die Grünen und der „Bürgerliste Pro Hungen“ (ProH), sowie drei Mitglieder der „Freien Wähler Hungen“. Der Ortsbeirat wählte Wendelin Weil (FW) zum Ortsvorsteher.

## Infrastruktur
- Im Ort gibt es eine Grundschule und einen städtischen Kindergarten.
- Im Bereich von Inheiden wurde die Bahnstrecke Friedberg–Mücke im Jahre 2003 stillgelegt.